# Idiophyseter merriami
Idiophyseter merriami és una espècie extinta de cetaci de la família dels fisetèrids que visqué a l'oceà Pacífic durant el Miocè mitjà. Se n'han trobat restes fòssils a Califòrnia (Estats Units). Es tracta de l'única espècie del gènere Idiophyseter. L'únic crani que se n'ha descobert és tan menut que els científics pensen que o bé pertanyia a un fetus o bé representa un animal molt més petit que el seu parent vivent, el catxalot. En tot cas, igual que aquest últim, presentava cavitats d'espermaceti. Tenia les dents del maxil·lar superior reduïdes.